# Witold Czerwiński
Witold Czerwiński (ur. 5 sierpnia 1901 w Warszawie, zm. 4 sierpnia 1982 w Londynie) − polski ekonomista, dr prawa, działacz emigracyjny, przewodniczący Egzekutywy Zjednoczenia Narodowego, członek Zarządu Centralnego Związku Przemysłu Polskiego w 1932 roku.

## Życiorys
W 1918 ukończył Gimnazjum im. Stanisława Staszica w Warszawie. Ochotniczo brał udział w wojnie polsko-bolszewickiej. Ukończył prawo na Uniwersytecie Warszawskim. W czasie studiów należał do Organizacji Młodzieży Narodowej Szkół Wyższych, w 1922 roku został przyjęty do Koła Braterskiego tajnego Związku Młodzieży Polskiej „Zet”, a po zakończeniu studiów – do Związku Patriotycznego. W roku 1931 w Paryżu obronił doktorat z prawa. Pracował jako dyrektor Rady Naczelnej Związków Drzewnych RP. Od 1939 przebywał na emigracji. W czasie wojny pracował w dziale dokumentacji Centrum Informacji i Dokumentacji przy Rządzie Rzeczypospolitej Polskiej na uchodźstwie. Po ewakuacji do Londynu został kierownikiem działu dokumentacji, a od maja 1946 roku był kierownikiem wydawnictw Rządu RP.
Był dyrektorem Polskiej Fundacji Kulturalnej i w latach 1960–1982 był wydawcą „Dziennika Polskiego i Dziennika Żołnierza”. Od 1 marca 1956 roku kierował działem odpowiedzialnym za sprawy informacji w EZN pod przewodnictwem Adama Ciołkosza. A od 1959 do 1963 był przewodniczącym Egzekutywy Zjednoczenia Narodowego. W latach 1962–1972 był członkiem Rady Jedności Narodowej.
Na początku 1971 roku Jerzy Gawenda zabiegał, aby przekonać prezydenta Augusta Zaleskiego, aby wyznaczył swym następcą dr. Witolda Czerwińskiego, którego uważał za czołową postać Zjednoczenia Narodowego. W końcu prezydent Zaleski odbył rozmowę z samym Czerwińskim i jego małżonką. I następnie − 24 lutego 1971 roku − na swojego następcę wyznaczył Stanisława Ostrowskiego, którego kandydaturę zgłosił premier Zygmunt Muchniewski. W latach 1973–1977 Witold Czerwiński był członkiem V Rady Narodowej RP i zasiadał w Klubie Kombatancko-Społecznym.

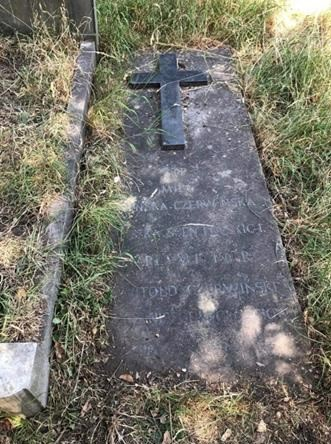
Grób Witolda Czerwińskiego

Został pochowany na Brompton Cemetery w Londynie (sektor J).

## Ordery i odznaczenia
- Krzyż Komandorski z Gwiazdą Orderu Odrodzenia Polski (11 listopada 1973)[10]
- Złoty Krzyż Zasługi (11 listopada 1937)[11]